# Linn Boyd

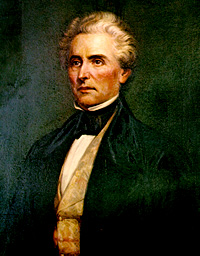
Linn Boyd

Linn Boyd, född 22 november 1800, död 17 december 1859, var en amerikansk demokratisk politiker. Han var talman i USA:s representanthus 1851-1855.
Boyd inledde sin karriär i Kentuckys delstatspolitik. Han valdes från Calloway County till representanthuset i delstatens lagstiftande församling, Kentucky House of Representatives, medan hans far representerade Trigg County i samma församling. 1831 flyttade han till Trigg County och valdes till delstatens representanthus från det countyt.
Han förlorade sin första kampanj till USA:s representanthus, men invaldes andra gången. Han lyckades inte bli omvald direkt, utan förlorade mandatet till whigpartiet. Därefter kom han igen och var ledamot av representanthuset i sammanlagt 18 år, 1835-1837 och 1839-1855, varav fyra sista åren talman.
Boyd var en stark anhängare av president Andrew Jackson. Han var en av dem som manövrerade igenom godkännandet av annekteringen av Texas i kongressen 1845 när John Tyler var president.
Boyd valdes 1859 till viceguvernör i Kentucky men dog snart därefter.